# 塔城镇
塔城镇（藏語：མཐའ་ཆུ།），是中华人民共和国云南省迪庆藏族自治州维西傈僳族自治县下辖的一个乡镇级行政单位。 区域面积766.73平方千米。

## 词源
“塔城”为藏语，意为“塔形山下似瓶口的地方”。

## 行政区划
塔城镇下辖以下地区：
川达村、海尼村、柯那村、塔城村、启别村、巴珠村和其宗村。

## 中国传统村落
2013年8月，塔城村一二组、朵那阁村被评为第二批中国传统村落。